# Albert Fleiner
Albert Fleiner (* 10. August 1859 in Aarau; † 7. Juni 1902 in Rom) war ein Schweizer Journalist.

## Leben
Albert Fleiner war der Sohn des gleichnamigen, bereits in der Kindheit aus Schopfheim im Grossherzogtum Baden eingewanderten, 1858 eingebürgerten Zementfabrikanten (1826–1877), der in erster Ehe am 15. August 1853 in Aarau Adele Catharina Louise Zschokke (1833–1860) geheiratet hatte, die Tochter des Arztes Theodor Zschokke. Alberts Halbbruder aus der zweiten Ehe seines Vaters mit dessen Schwägerin Leontine Zschokke (1834–1905) war der Schweizer Staatsrechtler Fritz Fleiner. Alberts Halbschwester Martha (1865–1944) heiratete 1887 den Landschaftsmaler Hermann Hunziker.
Nach dem Gymnasium in Burgdorf immatrikulierte sich Albert Fleiner zum Sommersemester 1879 für ein Studium der Rechtswissenschaften an der Universität Zürich. Jedoch ging er von dort bereits im August des Jahres wieder ab. Danach studierte er Jura in Leipzig und Berlin. Nebenbei beschäftigte er sich mit Literatur- und Kunstgeschichte, Theater und Musik.
1884 trat er in die Redaktion der Neuen Zürcher Zeitung ein, wo er zunächst für den Handelsteil, später für den politischen Teil arbeitete. Zuletzt schrieb er vor allem über Kunst, Musik und Literatur. Als Korrespondent berichtete er auch für namhafte deutsche Zeitungen. Als einer der ersten führte er im schweizerischen Zeitungswesen das Mittel der Reportage ein. Als Spezialberichterstatter der Neuen Zürcher Zeitung berichtete er über das Unglück an der Jungfrau vom 15. Juli 1887, bei dem der Schweizer Geologe Alexander Wettstein mit weiteren Teilnehmern einer Expedition des Schweizer Alpen-Clubs ums Leben kam.
Als Literatur- und Kunstkritiker förderte er den Dichter Carl Spitteler und den Maler Ferdinand Hodler. Als persönlicher Freund von Gottfried Keller und Arnold Böcklin wurde er in der literatur- und kunsthistorischen Forschung rezipiert. Bedeutung hatte er auch für das Kulturleben der Stadt Zürich und deren Künstlerhaus. 

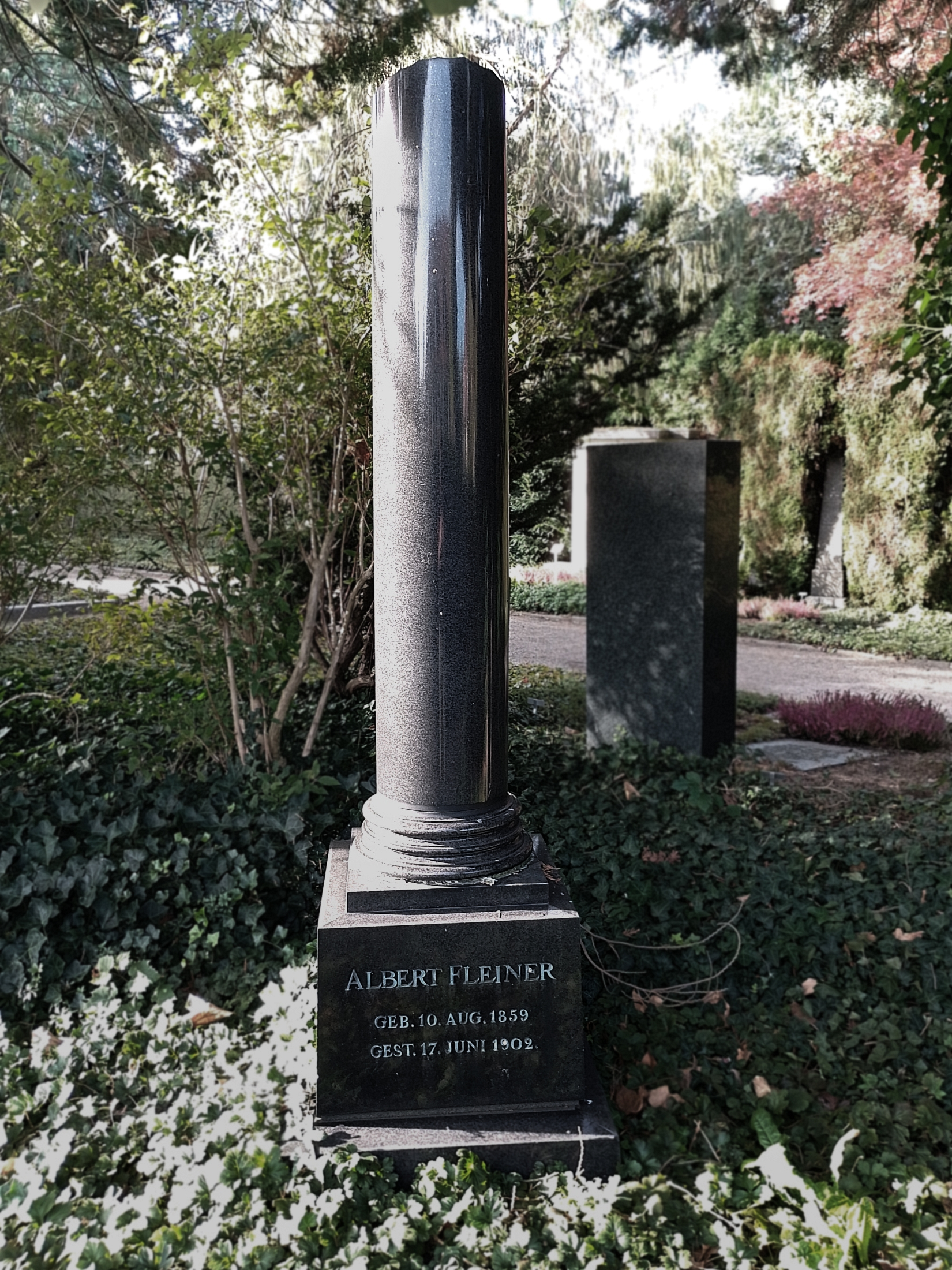
Grabdenkmal von Albert Fleiner auf dem Friedhof Rehalp in Zurich

Fleiner heiratete am 8. Juli 1890 in Zermatt Ida Seiler (1865–1953), die Tochter des «Hotelkönigs» Alexander Seiler I. Zwischen 1891 und 1899 bekam das in Zürich wohnende Paar drei Söhne und eine Tochter. Fleiner starb im Alter von 42 Jahren an einem Herzschlag in Rom, wohin er 1902 aus gesundheitlichen Gründen mit seiner Familie übergesiedelt war. Die Urne mit seiner Asche wurde am 2. November 1902 auf dem Zürcher Friedhof Rehalp in einem Grabdenkmal feierlich beigesetzt.

## Veröffentlichungen (Auswahl)
- mit Fridolin Becker, Friedrich Oertly-Jenny: Das Unglück an der Jungfrau vom 15. Juli 1887. Darstellung auf Veranlassung des Vorstandes der Section UTO S.A.C., Hofer & Burger, Zürich 1887 (Google Books).
- mit Xaver Imfeld et al.: Engelberg. Streifzüge durch Gebirg und Thal. Hofer & Burger, Zürich 1890.
- Ein Wort über volkstümliche Kunst. Ansprache vor der Pestalozzi-Gesellschaft Zürich, Karl Henckell & Co., Zürich 1897.
- Roland Fleiner (Hrsg.): Mit Arnold Böcklin. Huber & Co., Frauenfeld 1915.